# Squeeze Play (album)
Squeeze Play è un album fonografico monaurale Ultra High Fidelity (331⁄3 RPM) che è stato pubblicato dall'etichetta Dot Records nel 1956 (DLP-3024), che rappresenta l'abilità artistica di John Serry. 

## Descrizione
Comprende una composizione originale del signor Serry, lavori classici e musica popolare dell'epoca. Ben Selvin è il regista/produttore musicale dell'album. Le opere sono state arrangiate dal Sig. Serry ed eseguite con il suo gruppo con due fisarmoniche, pianoforte, chitarra, basso, tamburo, vibrafono e marimba.
Le note di copertina dell'album indicano:
L'album è stato citato in una recensione critica di nuovi album popolari del 1956 nella rivista The Billboard ed è stato descritto come fornire splendide performance che hanno creato un umore rilassante, in contrasto con l'intrattenimento comune. L'album è stato anche esaminato in Cash Box, successivamente l'anno. Le performance di Serry sono state notate per aver stabilito una serie di stati d'animo musicali con grazia, ma anche sottolineando uno stile di prestazioni rilassato. Nel 1958 diverse canzoni dell'album furono nuovamente pubblicate in Francia dai Versailles records (Catalogare # 90 M 178) come Chicago Musette - John Serry st son Accordéon.  La Dot Records ha anche pubblicato diverse canzoni dell'album in Giappone come parte di una compilation che includeva esibizioni di musica easy listening sia della John Serry Orchestra che della Billy Vaughn Orchestra (Ballroom in Dreamland, Dot # 5006). Una copia dell'album e lo spartito orchestrale originale del compositore sono stati donati con lo scopo di archiviarli alla Biblioteca Musicale Sibley della Eastman School of Music, all'interno del Dipartimento di Collezioni Speciali di Ruth T. Watanabe a beneficio di ricercatori e studenti (John J. Serry Sr. Collection).

## Tracce
Lato A
1. "Garden in Monaco" - 2:58 (John Serry)
2. "Terry's Theme" -  2:39 (Charlie Chaplin)
3. "When My Dreamboat Comes Home" - 2:31 (Cliff Friend,Dave Franklin)
4. "Blue Bell" - 2:15 (S. Stanley)
5. "Rockin' The Anvil" 2:35) - (tema melodico di Giuseppe Verdi (Vedi Coro di Zingari), musica John Serry)
6. "Secret Love" -2:18 (Paul Webster,Sammy Fain)

Lato B
1. "Granada"- 3:14 (Agustín Lara)
2. "Side by Side" - 2:18 (Harry M. Woods)
3. "My Heart Cries for You" - 1:58 (Percy Faith,Carl Sigman)
4. "Hawaiian Night" -2:37 (Hans Carste,Francis Vincente)
5. "Button Up Your Overcoat" -2:14 (Buddy DeSylva,Lew Brown,Ray Henderson)
6. "Rock 'N' Roll Polka" - 2:37 (Mort Lindsey,Skinner)

## Formazione
- John Serry - Fisarmonica principale/Direttore
- Alf Nystrom - Fisarmonica
- Bernie Leighton - Pianoforte
- Al Caiola - Chitarra
- Frank Carroll - Basso
- Charlie Roeder - Batteria
- Harry Breur - Vibrafono/Marimba